# Denisse Peña
Denisse Peña Molina (Madrid, 19 de noviembre de 1999) es una actriz española conocida por su papel coprotagonista de Evelyn Pons en la serie española El internado. Ha participado más recientemente en otras series como Las chicas del cable o Servir y proteger, emitida en La 1.

## Biografía
Denisse es hermana de la también actriz Celine Peña que entre otros papeles interpretó a María Alcántara en la serie de Televisión Española Cuéntame cómo pasó
Su primer trabajo fue de muy pequeña en un anuncio de Toys "R" Us y, en los años sucesivos, continuó apareciendo en diversos comerciales. Sin embargo, el papel que la lanzó a la fama fue el de Evelyn Pons en la serie El internado de Antena 3, que comenzó en 2007 y finalizó en 2010. En ese mismo año protagonizó el cortometraje 2 metros cuadrados, de Silvia Segovia.
En 2014 interpretó a Daniela en la serie Bienvenidos al Lolita, también de Antena 3, y coprotagonizó la película Pancho, el perro millonario junto a Patricia Conde e Iván Massagué.
En octubre de 2014 recibe un premio como mejor actriz por el cortometraje Nena en el festival de cortos Cineculpable de Villarreal y en noviembre de 2015 recibe un nuevo premio como mejor actriz por el mismo cortometraje en el festival de cortos de Paracuellos de Jarama.
En 2017 se conoce que va a participar en varios capítulos de la nueva serie de televisión de Boing, Charli y la fabrica de chocolate, interpretando a Patricia. Más tarde se anuncia que formará parte del reparto de Servir y proteger, la nueva serie diaria para las tardes de la cadena pública, interpretando a Olga, la hija de Claudia (Luisa Martín) y Antonio (Roberto Álvarez). Dos años después y más de 400 capítulos abandona la serie en mitad de la tercera temporada de la misma, aunque en varias ocasiones ha regresado a ella para hacer apariciones episódicas.
En 2019 ficha por la serie Néboa para interpretar a Ana Galmán junto con Emma Suárez y Nancho Novo. En junio de ese mismo año termina sus estudios de Bachillerato en el instituto madrileño Juan de Villanueva y se anuncia su fichaje por la quinta y última temporada de la serie Las chicas del cable donde interpretó a Sofía la hija de Ángeles (Maggie Civantos) y Mario (Sergio Mur).

## Filmografía

### Televisión

#### Series de televisión
| Año       | Serie                      | Personaje                   | Canal       | Notas         |
| --------- | -------------------------- | --------------------------- | ----------- | ------------- |
| 2007–2010 | El internado               | Evelyn Pons                 | Antena 3    | 71 episodios  |
| 2014      | Bienvenidos al Lolita      | Daniela                     | Antena 3    | 6 episodios   |
| 2016      | Centro médico              | María                       | La 1        | 1 episodio    |
| 2017      | iFamily                    | Patricia                    | La 1        | 5 episodios   |
| 2017–2023 | Servir y proteger          | Olga Torres Miralles        | La 1        | 456 episodios |
| 2020      | Néboa                      | Ana Galmán Seoane           | La 1        | 8 episodios   |
| 2020      | Las chicas del cable       | Sofía Pérez Vidal           | Netflix     | 10 episodios  |
| 2024      | Una vida menos en Canarias | Daniela Torrecilla          | Atresplayer | 1 episodio    |
| 2024      | 4 estrellas                | Desiré «Desi» Vargas Losada | La 1        | 81 episodios  |
| 2024      | Desde el mañana            | Emma Velasco Aizpúrua       | Disney+     | 8 episodios   |

### Cine
| Año  | Película                                            | Personaje     | Director/a    |
| ---- | --------------------------------------------------- | ------------- | ------------- |
| 2014 | Pancho, el perro millonario                         | Claudia       | Tom Fernández |
| 2016 | No culpes al karma de lo que te pasa por gilipollas | Fan concierto | María Ripoll  |

### Cortometrajes
| Año  | Película           | Personaje | Director/a   |
| ---- | ------------------ | --------- | ------------ |
| 2010 | 2 metros cuadrados | -         | Cortometraje |
| 2014 | NENA               | Ana       | Cortometraje |